# 스즈키 치히로
스즈키 치히로(鈴木 千尋, 1977년 2월 17일 ~ )는 일본의 성우이다. 1998년 《그와 그녀의 사정》의 아리마 소이치로 역으로 데뷔했다.

## 출연작

### TV 애니메이션
1998년
- 그와 그녀의 사정(아리마 소이치로)

2001년
- 디지캐럿 봄 스페셜(카이 슈바이처)
- 디지캐럿 여름방학 스페셜(카이 슈바이처)

2002년
- 원반황녀 왈큐레(모리카와)
- 록맨 에그제(에레키맨)

2003년
- 디지캐럿뇨(카이 슈바이처)
- 무적뱅커 크로켓(티본)

2004년
- 판타스틱 칠드런(파르자)

2005년
- 건퍼레이드 오케스트라(마츠오 켄타로)

2006년
- ARIA The NATURAL(카토리)

2007년
- 크게 휘두르며(사카에구치 유토)
- ZOMBIE-LOAN(치토세)
- 슈팅 바쿠간(카자미 슌)

2008년
- 테일즈 오브 디 어비스 (루크 폰 파브레)
- 테일즈 오브 디 어비스 (선혈의 에시)
- 닌타마 란타로 (케마 토메사부로)
- 블루드래곤 : 천계의 7룡 (프리온)

2009년
- 겐지 이야기 천년기 Genji(고레미츠)

2010년
- 바쿠간 배틀 브롤러즈:뉴 베스트로이어(카자미 슌)

2014년
- Free! 2기:Eterner summer(시기노 키스미)

## OVA
2002년
- 디지캐럿 OVA 삐요코에게 맞겨줘(카이 슈바이처)

2007년
- 마리아님이 보고 계셔(고바야시 마사무네)
- ZOMBIE-LOAN(치토세)

### 웹 애니메이션
2007년
- 휴대전화소녀(코다카 케이스케)

### 극장판
2000년
- 디지캐럿 크리스마스 스페셜(카이 슈바이처)

2002년
- 별의 목소리(데라오 노보루)

### 게임
2001년
- Apocripha/0 (플라티나 파스툴)

2002년
- 언리미티드 사가 (히로유키, 레온 반가디)

2003년
- 마계전기 디스가이아 (중간 보스)
- 디지캐럿 판타지 엑설런트 (카이 슈바이처)

2004년
- 제국천전기 PC판 (귀사락)

2005년
- 절대 복종 명령 (티오모 윌크스) : 紫原遙 명의
- Angel's Feather (오사카 크리스)
- Angel's Feather 흑의 잔영·호박의 눈동자 (오사카 크리스)
- 프린세스 콘체르트 (레디어스)
- 테일즈 오브 디 어비스 (루크 폰 파브레, 애쉬)

2006년
- 마계전기 디스가이아2 (팅크, 중간 보스)
- 건퍼레이드 오케스트라 청의 장 ~빛의 바다로부터 편지를 보냅니다~ (마츠오 켄타로)
- 두근두근 메모리얼 Girl's Side 2nd Kiss (히카미 이타루)
- Laughter Land (세르지)

2007년
- 테일즈 오브 팬덤 Vol.2 (루크 폰 파브레, 애쉬)
- Bullet Butlers (호프 A 샤르마) : 紫原遙 명의
- 스타오션1 First Departure (티닉 알카나)

2008년
- 마계전기 디스가이아3 (빅스타님)
- 두근두근 메모리얼 Girl's Side 2nd Season (히카미 이타루)

2009년
- 완드 오브 포츈 (노엘 발모어)

2010년
- 완드 오브 포츈 ~미래로의 프롤로그~ (노엘 발모어)

2011년
- 완드 오브 포츈2 ~시공에 가라앉는 묵시록~ (노엘 발모어)

### 특촬물
2010년
- 천장전대 고세이저 (그렘린의 와라이코조)